# Adelberg
Adelberg är en kommun och ort i Landkreis Göppingen i regionen Stuttgart i Regierungsbezirk Stuttgart i förbundslandet Baden-Württemberg i Tyskland.
Kommunen ingår i kommunalförbundet Östlicher Schurwald tillsammans med kommunerna Birenbach, Börtlingen och Rechberghausen.